# Éparchie de Newton des Melkites
L'éparchie de Newton des Melkites ou  éparchie Notre-Dame de l'Annonciation des Melkites à Boston est une juridiction de l'Église grecque-catholique melkite aux États-Unis érigée dans sa forme actuelle le 28 juin 1976. 
L'Église grecque-catholique melkite est une Église catholique orientale de tradition byzantine, en communion avec l'évêque de Rome. L'éparchie de Newton est l'équivalent d'un diocèse dont le territoire couvrirait l'ensemble des États-Unis, pour les fidèles grecques-catholiques melkites. L'éparque à la tête de cette structure est un évêque. Il siège à la Cathédrale Notre-Dame de l'Annonciation de Boston (en)  dans le Massachusetts.
Les fidèles sont au nombre d'environ 25 000, soit deux fois moins que dans les années 1960, et plus de soixante prêtres assurent leur ministère dans les quarante-deux paroisses que compte l'éparchie.

## Histoire
La première vague importante d'immigration melkite du Moyen-Orient en Amérique a lieu à la fin du XIXe siècle et les premières paroisses melkites voient alors le jour aux États-Unis. En l'absence de structure propre, propre à l'Église melkite, elles sont alors placées sous la responsabilités des évêques catholiques diocésains. L'exarchat patriarcal des États-Unis d'Amérique pour les fidèles du rite oriental grec-catholiques melkites) est créé le 10 janvier 1966 pour répondre à ce besoin. 
Il est érigé en éparchie et change de dénomination le 28 juin 1976 pour devenir l'éparchie de Newton, du nom de la banlieue de Boston où l'éparchie est initialement implantée.
En 2000, le siège de l'éparchie est transféré à Boston, à proximité de la cathédrale Notre-Dame de l'Annonciation. 

## Exarques patriarcaux et éparques

### Exarques patriarcaux
- 27 janvier 1966-† 11 juin 1968 : Justin Najmy (Justin Abraham Najmy),
- 30 octobre 1969-28 juin 1976 : Joseph Tawil (Joseph Élias Tawil)

### Éparques
- 28 juin 1976-2 décembre 1989 : Joseph Tawil (Joseph Élias Tawil), promu éparque de Newton
- 2 décembre 1989-† 11 octobre 1992 : Ignatius Ghattas
- 11 octobre 1992-25 novembre 1993 : siège vacant
- 25 novembre 1993-22 juin 2004 : John Elya (John Adel Elya)
- 22 juin 2004-15 juin 2011 : Cyrille Bustros (Cyrille Salim Bustros)
- 15 juin 2011-20 août 2022 : Nicholas Samra (Nicholas James Samra)
- depuis le 20 août 2022 : François Beyrouti

## Sources
- (en) Fiche de l'exarchat apostolique, sur le site www.catholic-hierarchy.org